# サワラン
サワラン（沢蘭、学名：Eleorchis japonica ）は、ラン科サワラン属の多年草。別名、アサヒラン（朝日蘭）。

## 特徴
偽球茎は球状で緑色。花茎は直立し、高さは20-30cmになる。葉は線状披針形で直立し、長さ6-15cm、幅4-8mmの1葉が茎につく。葉の基部が鞘状になって茎を抱く。
花期は7月で、紅紫色の花を茎の先に1個横向きにつける。萼片と側花弁は倒披針形で長さ2-2.5cm、唇弁は倒卵状楕円形で先端が浅く3裂する。花はあまり開かない。

## 分布と生育環境
日本の特産属の種で、本州中部以北、北海道、南千島に分布し、高地の湿原のミズゴケの中に自生する。

## ギャラリー
2008年7月
福島県会津地方

## 下位分類
- シロバナサワラン Eleorchis japonica (A.Gray) F.Maek. f. albiflora T.Itô –白花品種
- キリガミネアサヒラン Eleorchis japonica (A.Gray) F.Maek. var. conformis (F.Maek.) F.Maek. ex H.Hara et M.Mizush. –花が上向きに咲き、唇弁が全縁。霧ヶ峰、尾瀬、立山に分布。絶滅危惧IB類(EN)。シノニム Eleorchis conformis F.Maek.

## 類似の種
- トキソウ Pogonia japonica Rchb.f.